# دولت أباد (خواهان)
دولت أباد (بالفارسية: دولت آباد) هي قرية أفغانية في مقاطعة خواهان التابعة لولاية بدخشان الواقعة في شمال شرق أفغانستان.